# Tobiasz Pawlak
Tobiasz Pawlak (* 24. November 1995 in Ostrów Wielkopolski) ist ein polnischer Radrennfahrer.

## Sportlicher Werdegang
Von 2014 bis 2018 fuhr Pawlak für das UCI Continental Team Domin Sport und den Radsportverein in Kalisz (Kaliskie Towarzystwo Kolarskie). Wiederholt erreichte er bei verschiedenen internationalen Rennen eine Top-10-Platzierung, der internationale Durchbruch blieb ihm jedoch verwehrt.
Zur Saison 2019 wurde Pawlak Mitglied im damaligen Team Hurom. Auch mit seinem neuen Team kam er regelmäßig unter die Top 10, der zweite Platz bei der Tour of Mevlana 2021 blieb zunächst seine beste Einzelplatzierung. In der Saison 2024 schaffte er innerhalb eines Monats gleich mehrere Erfolge: Zunächst gewann er bei der erstmals ausgetragenen Tour de Kurpie drei Etappen und damit auch die Gesamt- und Punktewertung der Rundfahrt. Beim Course Cycliste de Solidarność et des Champions Olympiques blieb er zwar ohne Tageserfolg, sicherte sich aber erneut die Gesamt- und Punktewertung.
Nach sechs Jahren im selben Team wechselte Pawlak zur Saison 2025 zum polnischen Voster ATS Team.

## Erfolge
2022
- Mannschaftszeitfahren Belgrad-Banja Luka

2024
- Gesamtwertung, zwei Etappen, Mannschaftszeitfahren und Punktewertung Tour de Kurpie
- Gesamtwertung und Punktewertung Course Cycliste de Solidarność et des Champions Olympiques